# Christian Hauvette
Pour les articles homonymes, voir Hauvette.
Christian Hauvette, né le 30 novembre 1944 à Marseille, et mort 25 avril 2011 à Orgeval, est un architecte français.

## Biographie
Il a été récompensé en 1991 par le Grand prix national de l'architecture et a été fait Officier de l'ordre des Arts et des Lettres.
Après ses études à l'École nationale supérieure des beaux-arts, dont il était sorti diplômé en 1969, il avait suivi les enseignements de Jean Prouvé au Conservatoire national des arts et métiers et de Roland Barthes à l'École des hautes études en sciences sociales, et est notamment resté très attaché à la question des signes. 
On lui doit notamment :
- l'École nationale supérieure Louis-Lumière (1989) à Noisy-le-Grand,
- le lycée La Fayette de Clermont-Ferrand (1991),
- les rectorats de Martinique (1994) et de Guyane (2007),
- l'École nationale supérieure d'ingénieurs du Mans (1999),
- des bureaux pour l'Agence française de développement
- la Caisse des dépôts et consignations (2003) à Paris, mise en lumière par James Turrell.
- des logements à Rennes et à Paris.
- l’immeuble de bureaux, 9 avenue René-Coty, à Paris (2005)[4].

Il a également enseigné au sein des Écoles nationales supérieures d'architecture de Bretagne, de 1994 à 2004, et de Versailles de 2004 à sa mort.
Il est inhumé au cimetière du Père-Lachaise (41e division).
Son nom a été associé à la promotion 2011-2012 de l'Albums des jeunes architectes et des paysagistes, dont il avait présidé le jury de la promotion précédente.